# Chevrolet Celta
Chevrolet Celta – samochód osobowy klasy miejskiej produkowany pod amerykańską marką Chevrolet w latach 2000–2015.

## Historia i opis modelu

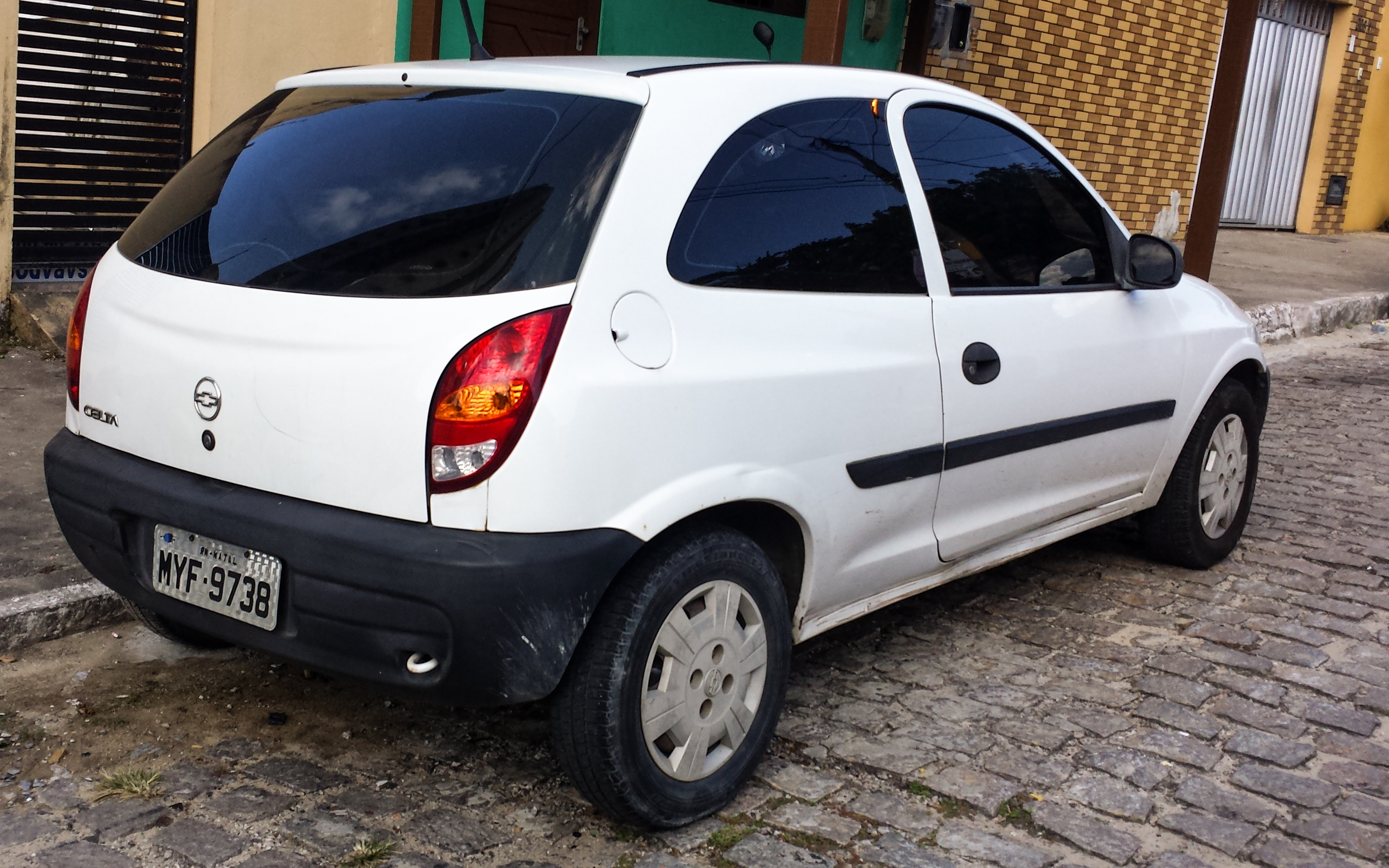
Chevrolet Celta – tył

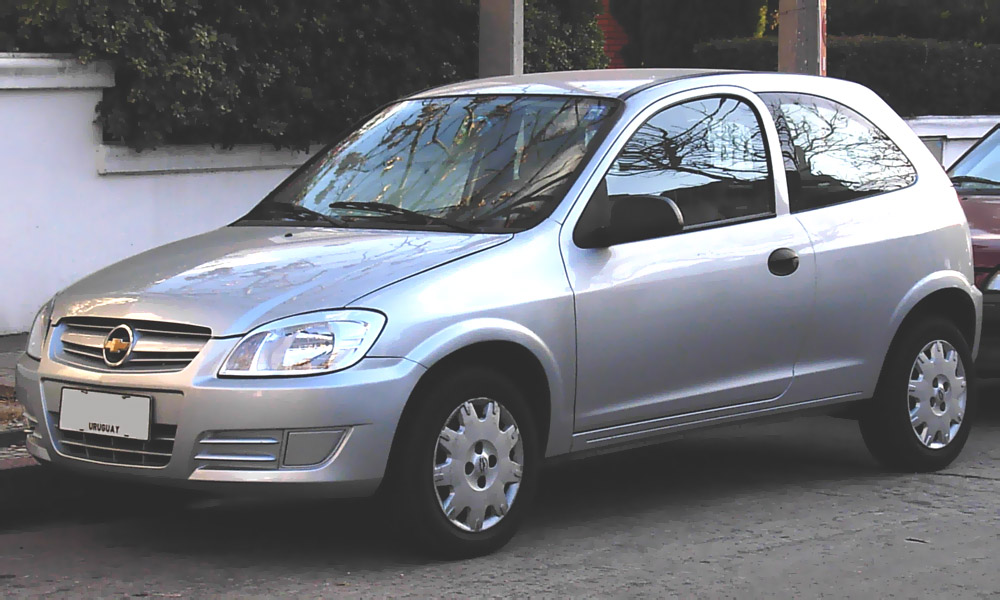
Chevrolet Celta po liftingu

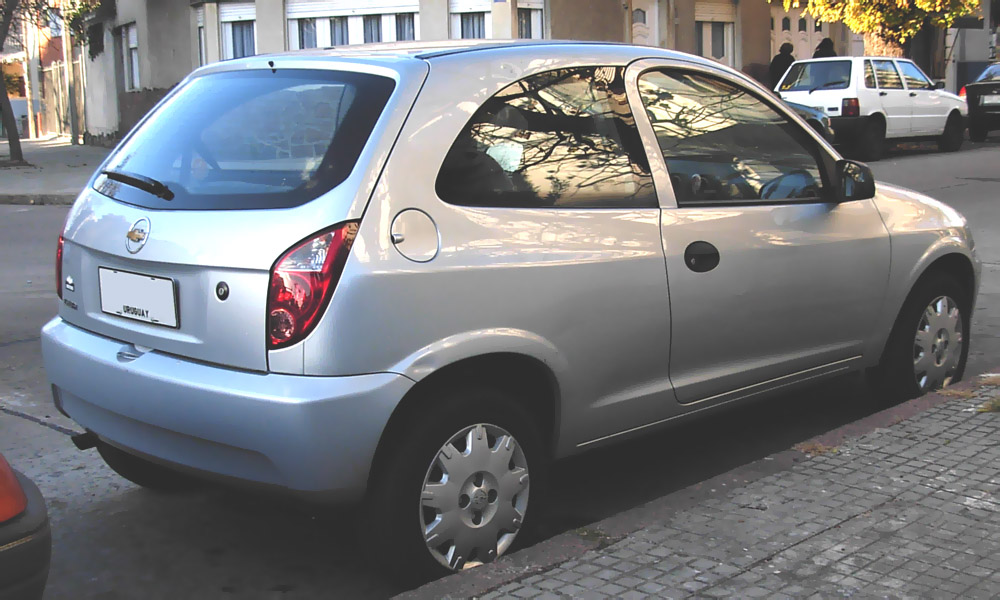
Chevrolet Celta – tył po liftingu

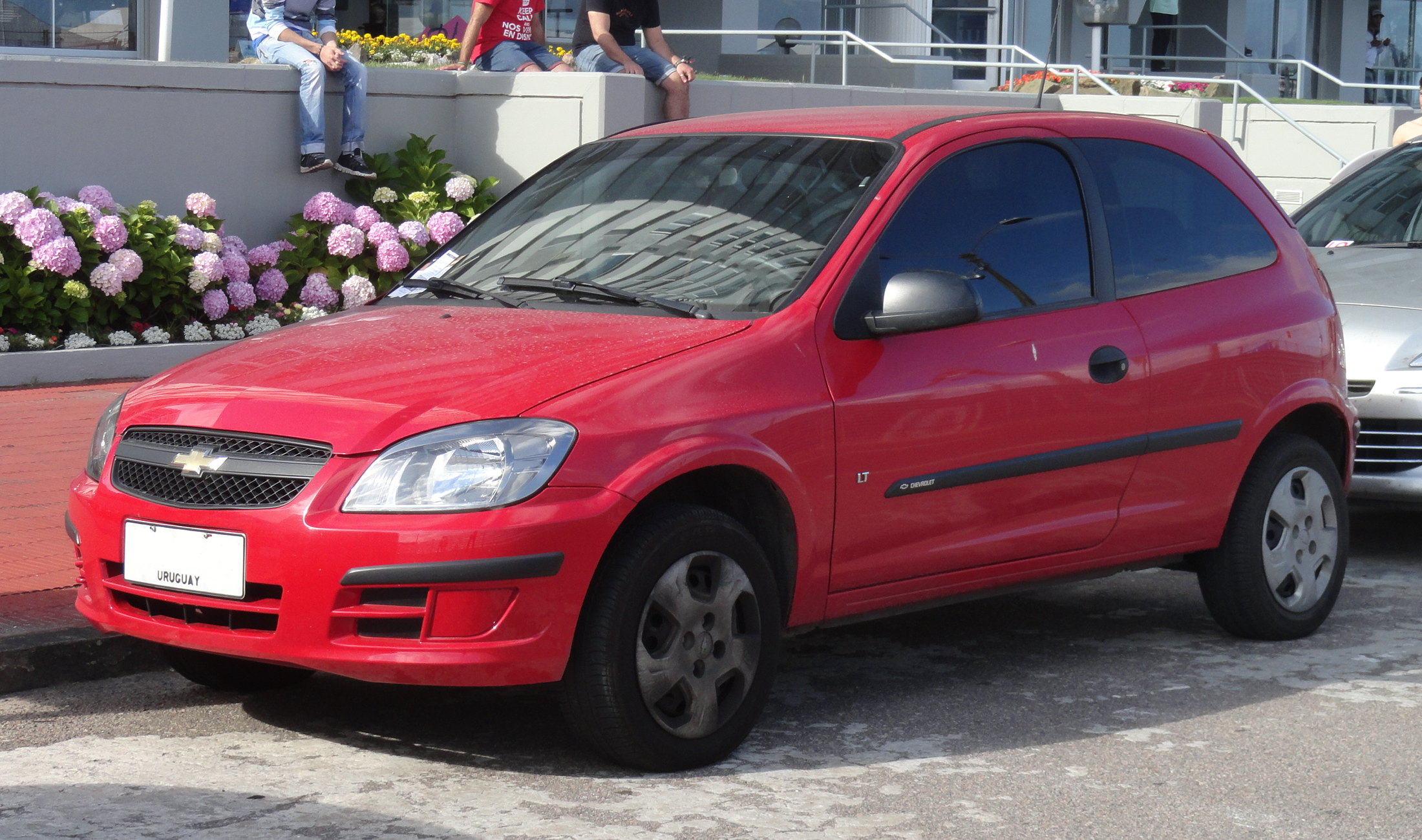
Chevrolet Celta po drugim liftingu

Model Celta pojawił się w brazylijskiej ofercie Chevroleta w 2000 roku, powstając w oparciu o model Corsa i stanowiąc dla niego nowocześniejszą alternatywę, a po debiucie nowej odsłony Corsy był jednym z trzech małych modeli Chevroleta na rynku południowoamerykańskim.
Początkowo samochód dostępny był wyłącznie jako 3-drzwiowy hatchback, z kolei 2 lata później, w 2002 roku oferta została skompletowana przez wariant 5-drzwiowy. Produkcja pojazdu odbywała się w fabryce General Motors w Gravataí w Brazylii z przeznaczeniem na lokalny oraz ościenne rynki południowoamerykańskie.
Samochody wyposażone były w silniki benzynowe o pojemności 1 litra i mocy 59 KM (44 kW) lub 70 KM (52 kW), bądź 1,4 litra i mocy 85 KM (63 kW). W 2005 roku dołączył do nich 1-litrowy silnik napędzany bioetanolem z domieszką benzyny (Flexpower) o mocy 70 KM (52 kW), a w 2009 kolejny o mocy 78 KM (57 kW) – jednocześnie z oferty wycofano ostatni silnik benzynowy.

### Restylizacje
W 2006 roku Celta przeszła obszerną restylizację nadwozia, w ramach której samochód otrzymał zupełnie nowy wygląd pasa przedniego, z większymi, bardziej zaokrąglonymi reflektorami i większą atrapą chłodnicy. Zmienił się także wygląd tylnej części nadwozia – tablicę rejestracyjną przeniesiono ze zderzaka na klapę bagażnika. Równolegle z modernizacją, ofertę poszerzył 4-drzwiowy sedan o innej nazwie, Prisma.
Drugą, mniej rozległą restylizację Chevrolet Celta przeszedł w 2011 roku, w ramach której podobnie do innych modeli w gamie zdecydowano się zastąpić logotypy z okręgami nawiązujące do współpracy z Oplem na jednolite, pozbawione nich. Zmieniła się też atrapa chłodnicy, gdzie pojawiła się duża poprzeczka w kolorze nadwozia.
Produkcja Chevroleta Celty po 15 latach rynkowej obecności zakończyła się w 2015 roku, a jego miejsce w gamie zajął nowszy hatchback Onix.

### Silniki
- L4 1.0l VHC 59 KM
- L4 1.0l VHC-E 70 KM
- L4 1.4l EconoFlex 85 KM
- L4 1.0l Flexpower 70 KM
- L4 1.0l Flexpower 78 KM